# Musophaga
Musophaga è un genere di uccelli musofagiformi della famiglia Musophagidae.

## Specie
Questo genere comprende due specie:
- Turaco violetto (Musophaga violacea)
- Turaco di Lady Ross o Turaco di Ross (Musophaga rossae)